# Kreuzkirche Altenwalde

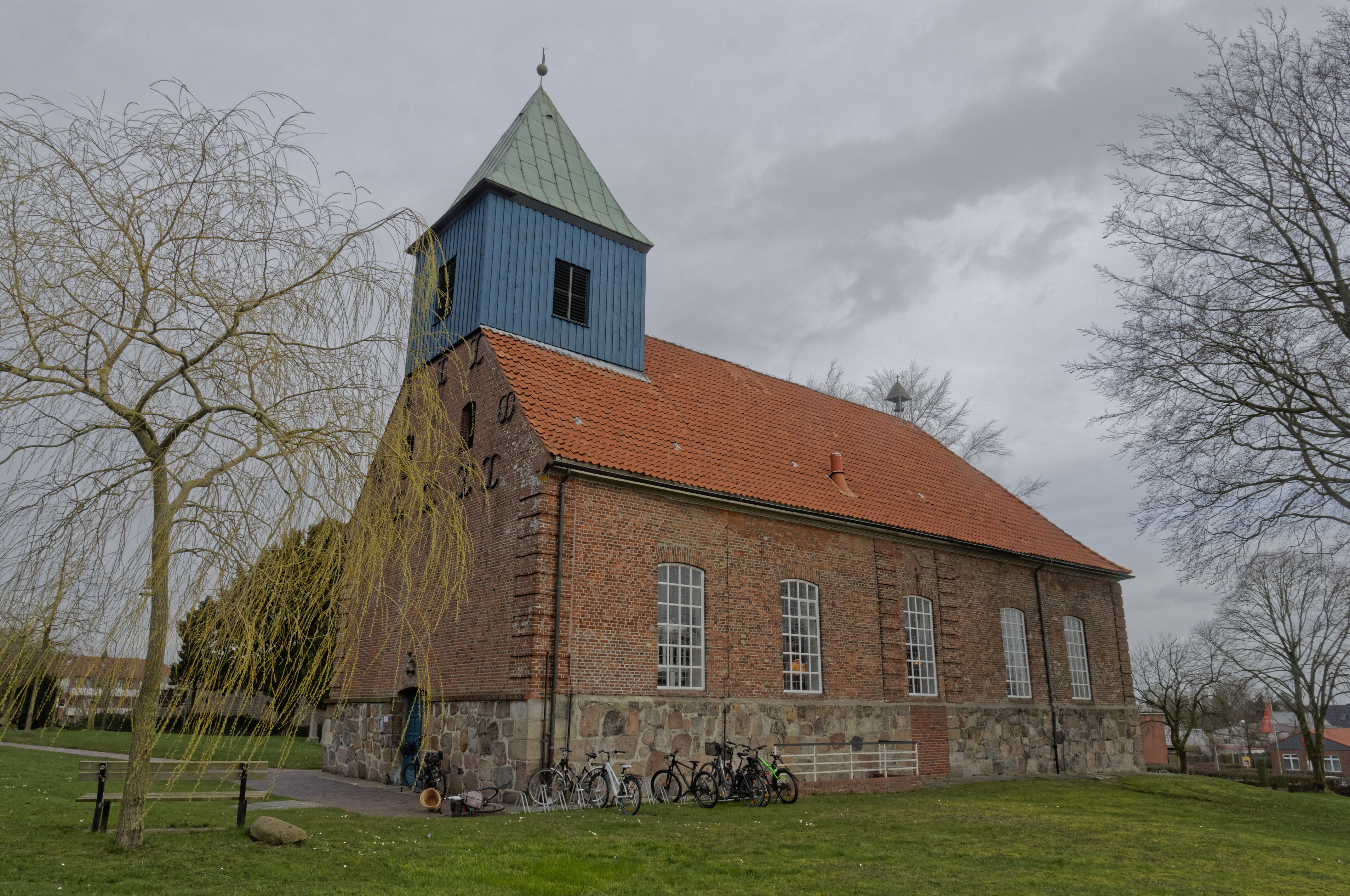
Kreuzkirche, 2020

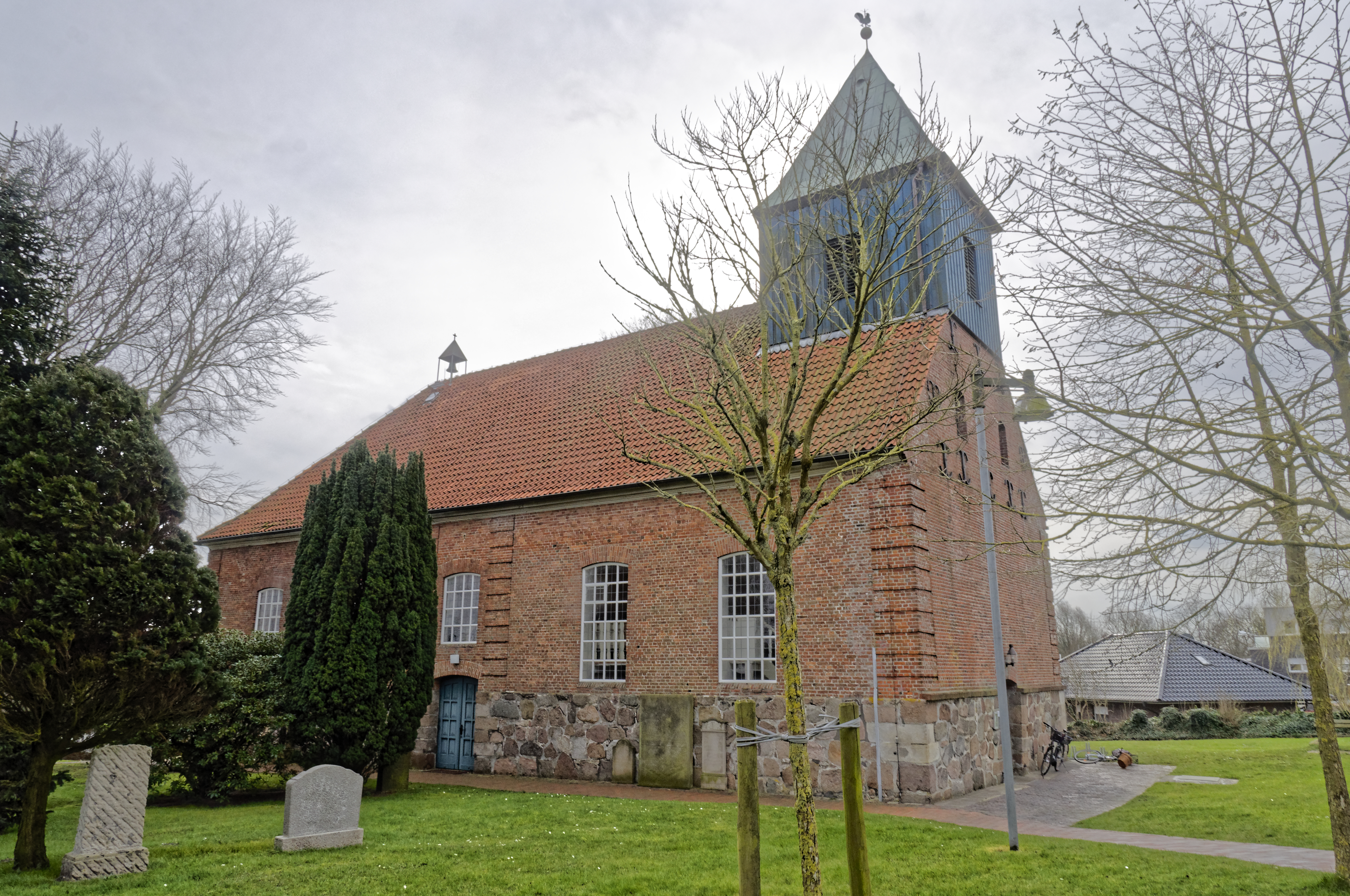
Kreuzkirche

Die Kreuzkirche Altenwalde in Cuxhaven-Altenwalde, An der Kreuzkirche 4, steht unter Denkmalschutz und ist in der Liste der Baudenkmale der Außenbezirke der Stadt Cuxhaven enthalten.

## Geschichte
Es wird vermutet, dass vor der ersten Steinkirche eine Holzkirche aus dem 10. Jahrhundert als Wallfahrtskapelle an dieser Stelle stand. Der frühere Name der Kirche, St. Cosmas und Damian, ist ein Hinweis, dass der Bremer Erzbischof Adaldag, der alle seine Kirchen um das Jahr 965 mit Reliquien dieser beiden Heiligen ausgestattet hat, diese auch nach Wolde gebracht hat.
Im 13. Jahrhundert gab es in Wolde (Altenwalde, 1282 erstmals erwähnt) zwei Kirchen, die beide nicht erhalten sind: Die Pfarrkirche St. Cosmas und Damian und die Kapelle zum Heiligen Kreuz und Heiligen Willehad. Die Heiligkreuzkirche mit unbekanntem Standort muss zwischen 1590 und 1629 aufgegeben worden sein.
Die einschiffige romanische Pfarrkirche aus Feldsteinen mit Turm und eingerücktem Chor wurde bei der Weihnachtsflut 1717 stark beschädigt und 1789 wegen Baufälligkeit abgebrochen. An ihrer Stelle steht im Zentrum von Altenwalde auf einer Anhöhe auf weitgehend den alten Grundmauern die heutige klassizistische einschiffige  Kreuzkirche von 1791. Die rechteckige Saalkirche aus Backsteinen mit auffälligen Eckbetonungen und einem Walmdach hat einen großen quadratischen, holzverkleideten Dachreiter als Glockenstube mit einem spitzen kupfergedecktem Helm. Viele Mauerreste der ersten Feldsteinkirche wurden im Sockel der Außenmauern eingebaut, so auch Granitsteine von Fenster- oder Türstürzen. Nicht verwertbare Steine wurden in Duhnen Grundlage für den Deich.

## Ausstattung
Die Innenausstattung ist schlicht: Auf dem gemauerten Blockaltar mit Sandsteinelementen steht ein Altarbild von 1914. Ein von 1658 von Ernst Schröder als Stiftung der Stadt Hamburg gemaltes Bild befindet sich an der Nordwand. Die sechseckige Kanzel stammt wohl aus der ersten Hälfte des 17. Jahrhunderts. Die achtseitige Taufe aus Sandstein mit Messingdeckel ersetzte eine nicht mehr vorhandene Bronzetaufe, die Goteke Klinghe 1477 goss und deren Verbleib unbekannt ist. Der Weltkugelleuchter wurde 1989 geschaffen.
1810 schenkte Amtmann Abendroth aus Ritzebüttel der Kirche ein Orgelpositiv. Die heutige Orgel von 1897 stammt vom Stader Orgelbauer Carl Johann Heinrich Röver.
Drei Glocken stammen von 1892 (b’), 1952 (g’) und 1966 (c’’), eine weitere Glocke von 1959 (b’’). Eine frühere Glocke von 1477 wurde 1918 an das Focke-Museum in Bremen verkauft und im Zweiten Weltkrieg zerstört.

## Kirchengemeinde Altenwalde
Die Kirchengemeinde Altenwalde gehört zum Kirchenkreis Cuxhaven-Hadeln der Evangelisch-lutherischen Landeskirche Hannover. Sie hat einen Kindergarten sowie Gruppen für Kinder, Jugendliche, Eltern und Kinder, Frauen, Töpferei und Flötenspiel. Das Gemeindezentrum auf dem Pastorenkamp von 1980 entwarf der Architekt Wolfgang Westphal. Zur Förderung der Kirchengemeinde wurde 2007 eine Stiftung gegründet. Seit Januar 2018 ist Altenwalde pfarramtlich mit der KG Sahlenburg verbunden.

## Friedhof Altenwalde
Auf dem kirchlichen Friedhof befinden sich ein   Ehrenmal und eine Reihe alter Grabsteine:

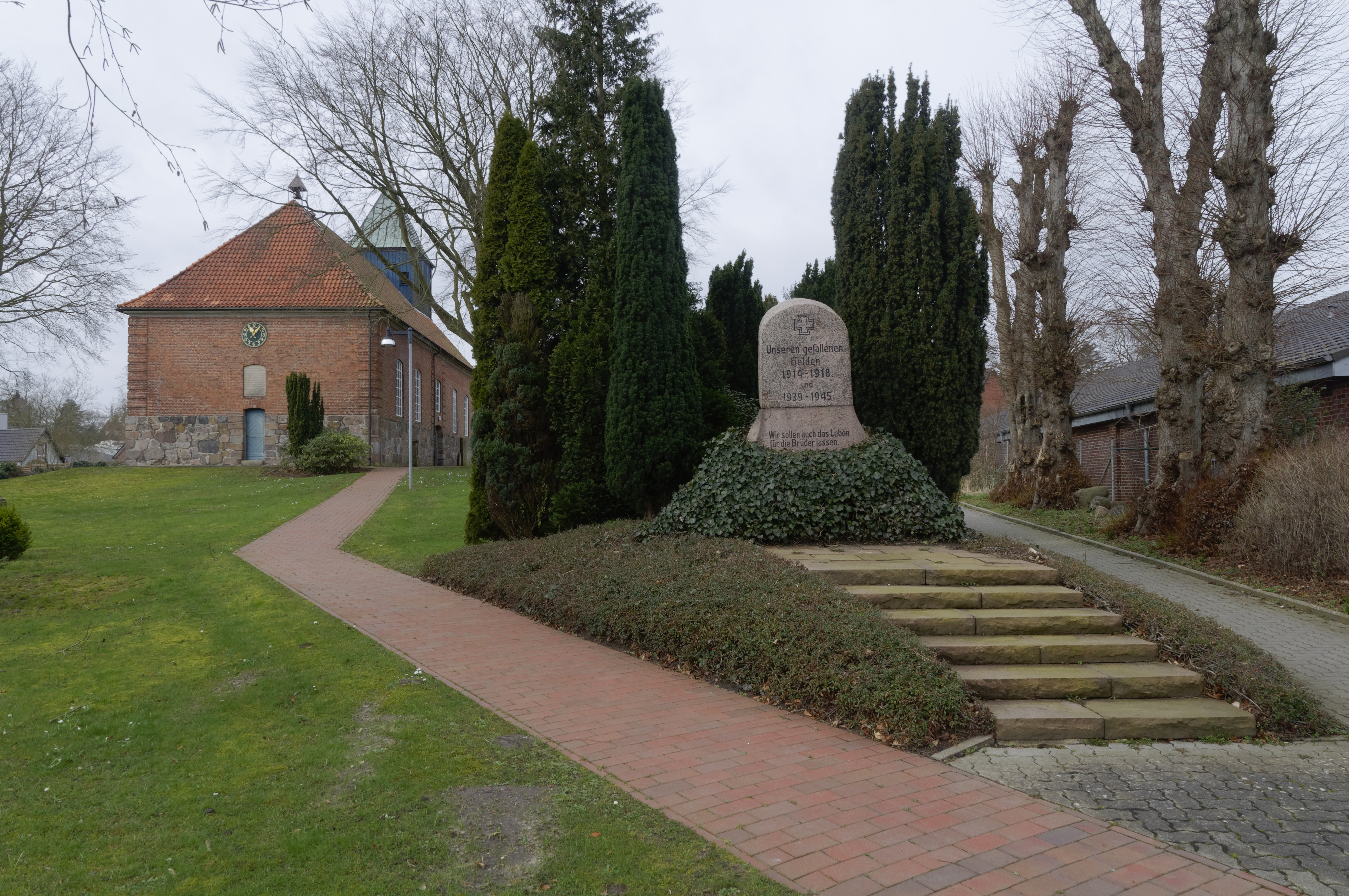
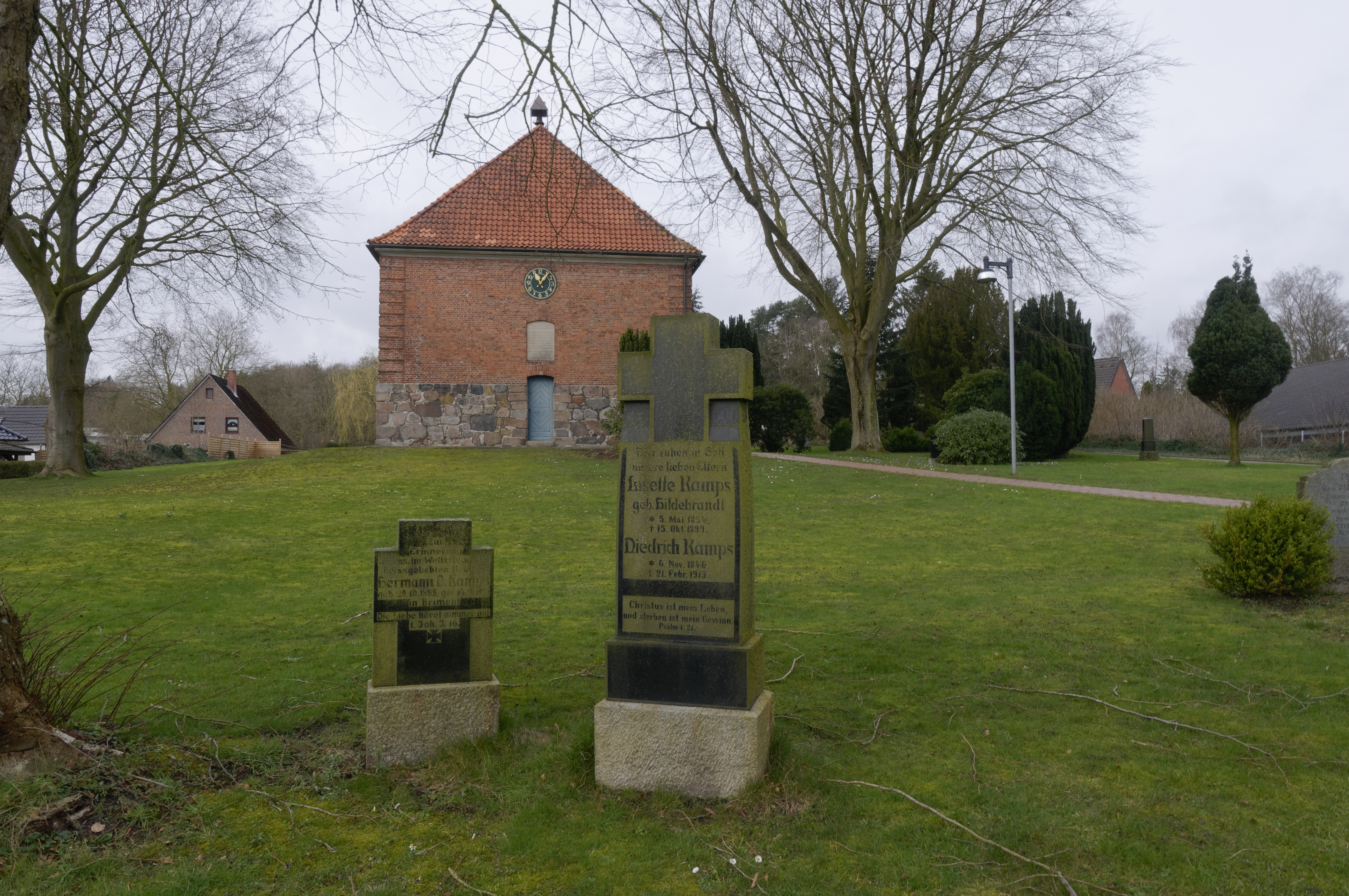
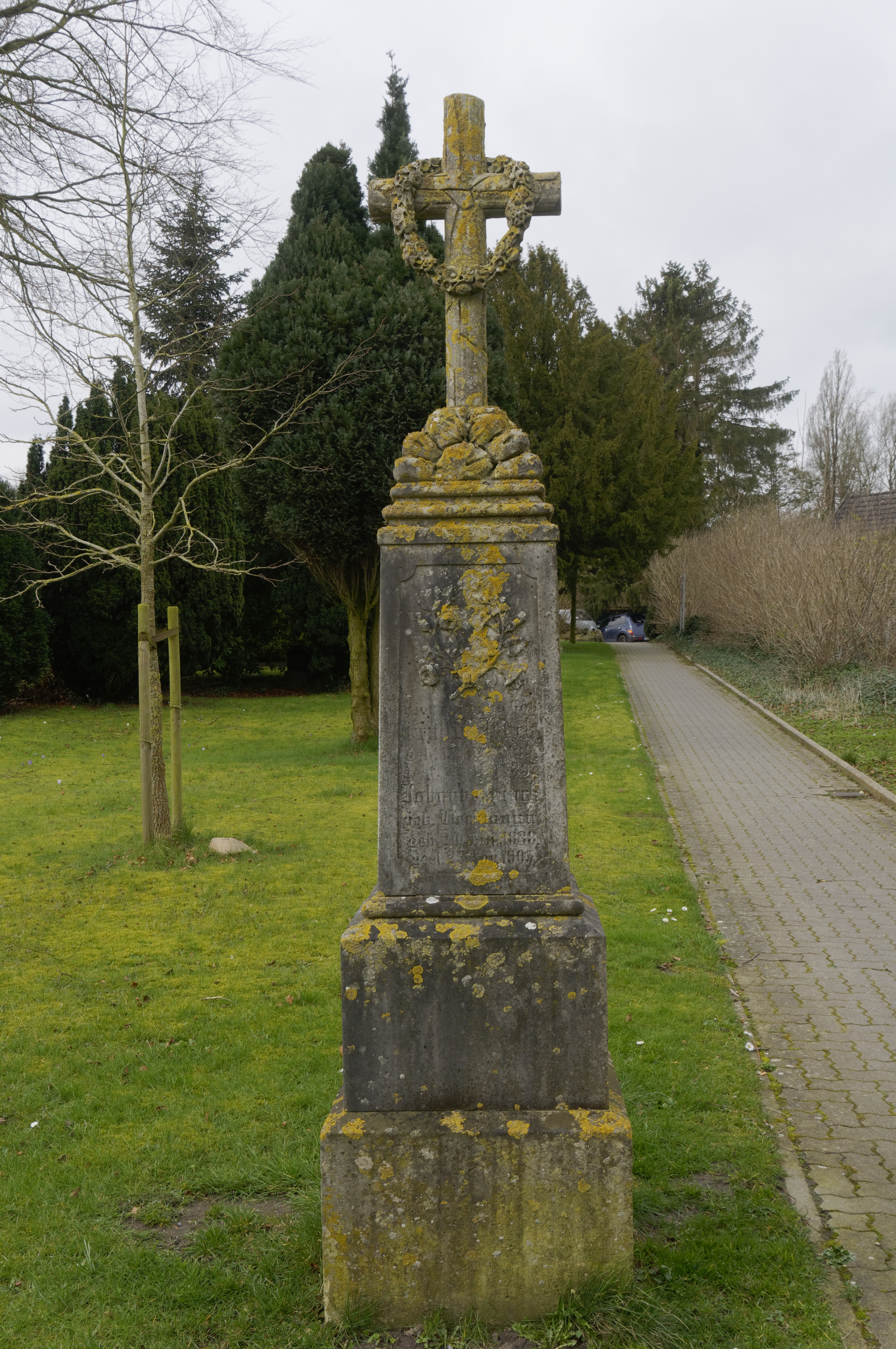
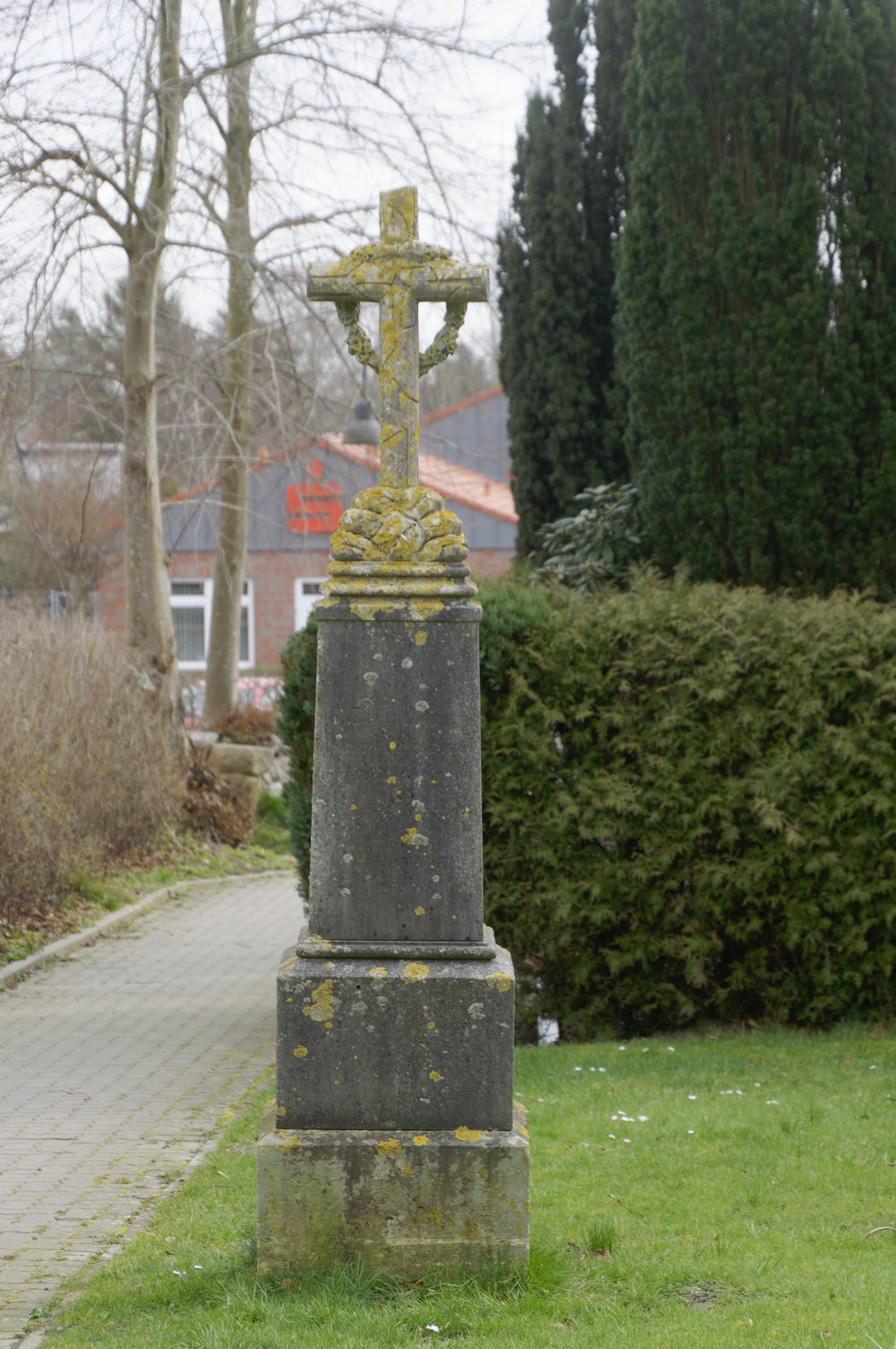
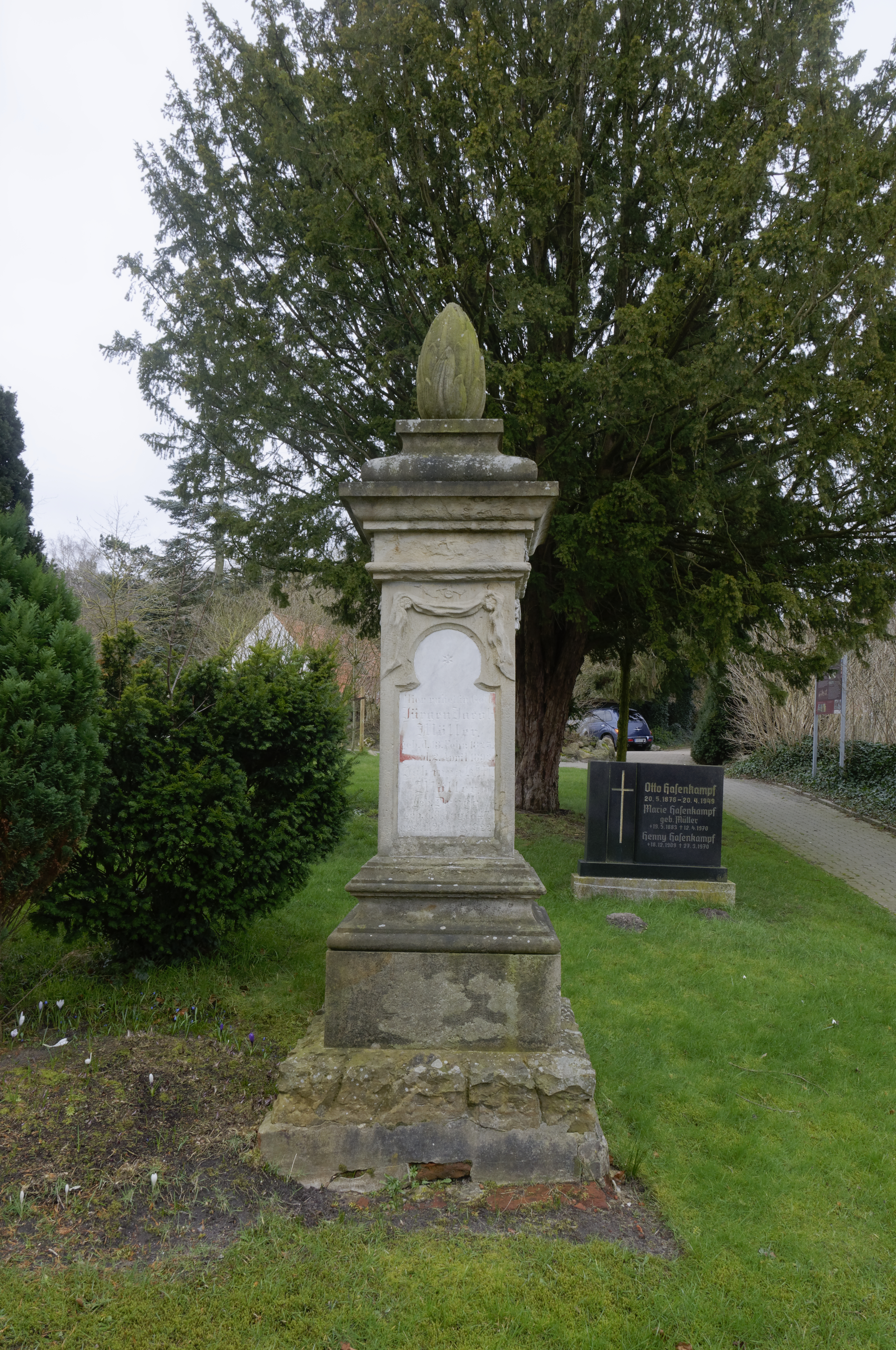
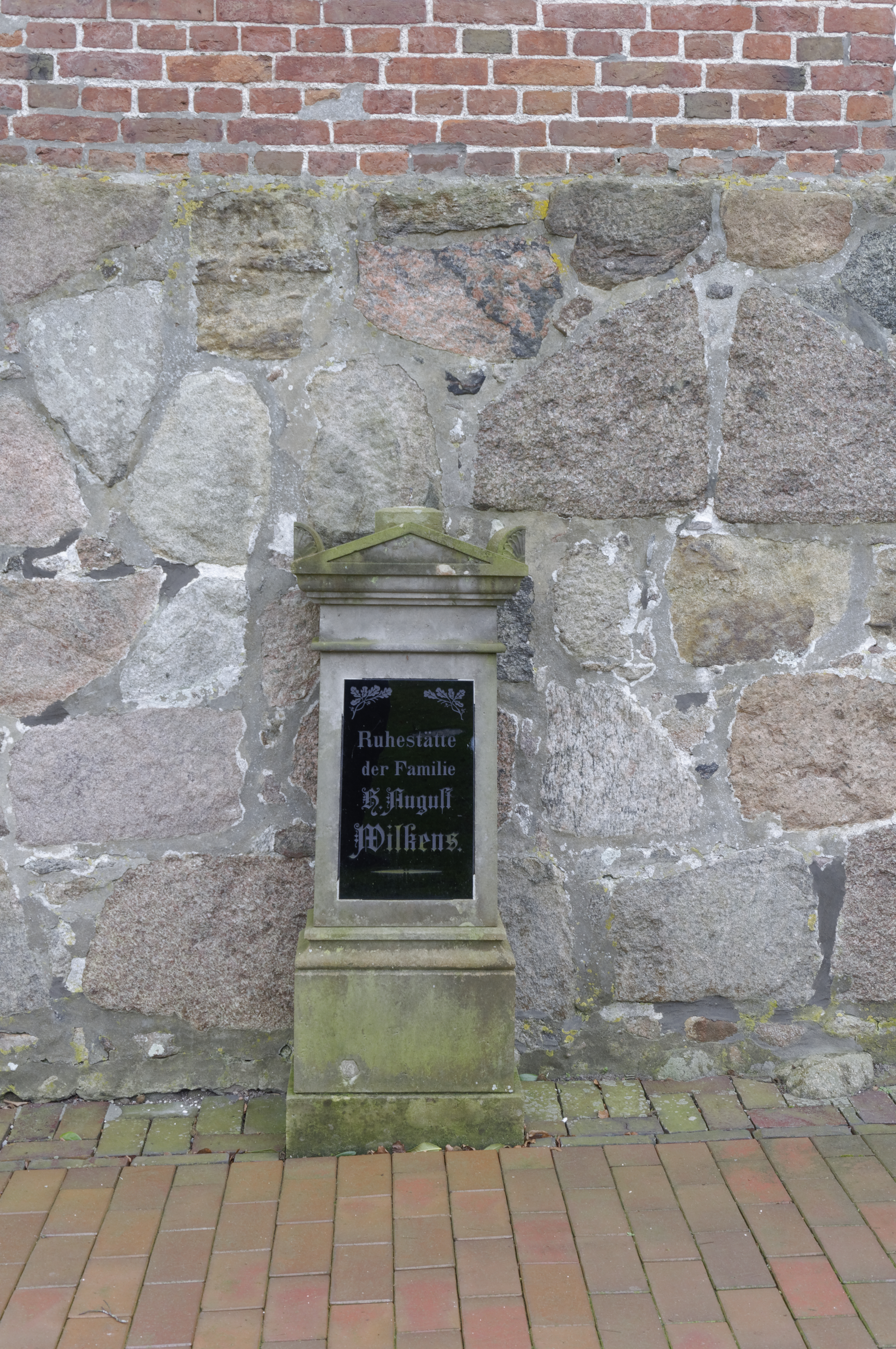